# Cúp bóng đá châu Á 2019 (Bảng D)
Bảng D của Cúp bóng đá châu Á 2019 sẽ diễn ra từ ngày 7 đến ngày 16 tháng 1 năm 2019. Bảng này bao gồm Iran, Iraq, Việt Nam, và Yemen. Hai đội tuyển đứng đầu, có thể cùng với đội xếp thứ ba (nếu họ được xếp hạng là một trong bốn đội tốt nhất), sẽ giành quyền vào vòng 16 đội.
Bảng này bao gồm hai cựu vô địch, Iran (3 lần) và Iraq (1 lần – 2007). Yemen sẽ tham dự lần đầu trong giải đấu.

## Các đội tuyển
| Vị trí bốc thăm | Đội tuyển | Khu vực | Tư cách vượt qua vòng loại               | Ngày vượt qua vòng loại | Tham dự chung kết | Tham dự cuối cùng | Thành tích tốt nhất lần trước | Bảng xếp hạng FIFA | Bảng xếp hạng FIFA |
| Vị trí bốc thăm | Đội tuyển | Khu vực | Tư cách vượt qua vòng loại               | Ngày vượt qua vòng loại | Tham dự chung kết | Tham dự cuối cùng | Thành tích tốt nhất lần trước | Tháng 4-2018       | Tháng 12-2018      |
| --------------- | --------- | ------- | ---------------------------------------- | ----------------------- | ----------------- | ----------------- | ----------------------------- | ------------------ | ------------------ |
| D1              | Iran      | CAFA    | Nhất bảng D (vòng 2)                     | 29 tháng 3 năm 2016     | 14 lần            | 2015 (tứ kết)     | Vô địch (1968, 1972, 1976)    | 36                 | 29                 |
| D2              | Iraq      | WAFF    | Đội xếp hạng hai tốt nhất thứ 1 (vòng 2) | 29 tháng 3 năm 2016     | 10 lần            | 2015 (hạng tư)    | Vô địch (2007)                | 88                 | 88                 |
| D3              | Việt Nam  | AFF     | Nhì bảng C (vòng 3)                      | 14 tháng 11 năm 2017    | 2 lần             | 2007 (tứ kết)     | Tứ kết (2007)                 | 103                | 100                |
| D4              | Yemen     | WAFF    | Nhì bảng F (vòng 3)                      | 27 tháng 3 năm 2018     | 1 lần             | —                 | Lần đầu                       | 125                | 135                |

Ghi chú
1. ↑  Bảng xếp hạng của tháng 4 năm 2018 đã được sử dụng để hạt giống cho bốc thăm vòng chung kết.
2. ↑  Từ năm 1956 đến năm 1960, Việt Nam được hoàn thành là Việt Nam Cộng hòa trước năm 1975.
3. ↑  South Yemen đủ điều kiện trong 1976, nhưng điều này không được tính do FIFA và AFC phân loại sự tham gia là một kỷ lục khác biệt với Yemen, đội đã thành công ở Bắc Yemen sau năm 1990.

## Bảng xếp hạng
| VT | Đội      | ST | T | H | B | BT | BB | HS  | Đ | Giành quyền tham dự                     |
| -- | -------- | -- | - | - | - | -- | -- | --- | - | --------------------------------------- |
| 1  | Iran     | 3  | 2 | 1 | 0 | 7  | 0  | +7  | 7 | Giành quyền vào vòng đấu loại trực tiếp |
| 2  | Iraq     | 3  | 2 | 1 | 0 | 6  | 2  | +4  | 7 | Giành quyền vào vòng đấu loại trực tiếp |
| 3  | Việt Nam | 3  | 1 | 0 | 2 | 4  | 5  | −1  | 3 | Giành quyền vào vòng đấu loại trực tiếp |
| 4  | Yemen    | 3  | 0 | 0 | 3 | 0  | 10 | −10 | 0 |                                         |

Trong vòng 16 đội:
- Nhất bảng D sẽ giành quyền thi đấu với đội xếp thứ ba của bảng B, bảng E, hoặc bảng F.
- Nhì bảng D sẽ giành quyền thi đấu với nhất bảng E.
- Đội xếp thứ ba của bảng D có thể giành quyền thi đấu với nhất bảng A hoặc bảng B.

## Các trận đấu
Tất cả thời gian được liệt kê là GST (UTC+4).

### Iran vs Yemen
| Iran                                                       | 5–0      | Yemen |
| ---------------------------------------------------------- | -------- | ----- |
| - Taremi 12', 25' - Dejagah 23' - Azmoun 53' - Ghoddos 78' | Chi tiết |       |

| Iran | Yemen |

| GK                  | 1  | Alireza Beiranvand   |     |     |
| RB                  | 3  | Ehsan Hajsafi        |     |     |
| CB                  | 23 | Ramin Rezaeian       | 39' |     |
| CB                  | 19 | Majid Hosseini       |     | 46' |
| LB                  | 8  | Morteza Pouraliganji |     |     |
| RM                  | 11 | Vahid Amiri          |     | 60' |
| CM                  | 17 | Mehdi Taremi         |     | 71' |
| CM                  | 16 | Mehdi Torabi         |     |     |
| CM                  | 21 | Ashkan Dejagah (c)   |     |     |
| LM                  | 9  | Omid Ebrahimi        |     |     |
| CF                  | 20 | Sardar Azmoun        |     |     |
| Vào sân thay người: |    |                      |     |     |
| DF                  | 15 | Pejman Montazeri     |     | 46' |
| FW                  | 14 | Saman Ghoddos        |     | 60' |
| FW                  | 10 | Karim Ansarifard     |     | 71' |
| Huấn luyện viên:    |    |                      |     |     |
| Carlos Queiroz      |    |                      |     |     |

| GK                  | 23 | Saoud Al-Sowadi      |     |     |
| RB                  | 3  | Mohammed Fuad Omar   |     | 57' |
| CB                  | 21 | Mohammed Ba Rowis    |     |     |
| CB                  | 4  | Mudir Al-Radaei      | 83' |     |
| LB                  | 13 | Ala Addin Mahdi      | 90' |     |
| RM                  | 7  | Ahmed Al-Sarori      |     |     |
| CM                  | 12 | Ahmed Al-Haifi       | 80' |     |
| CM                  | 8  | Wahid Al Khyat       |     | 64' |
| LM                  | 20 | Emad Mansoor         |     |     |
| CF                  | 9  | Ala Al-Sasi (c)      |     |     |
| CF                  | 11 | Abdulwasea Al-Matari | 77' | 87' |
| Vào sân thay người: |    |                      |     |     |
| DF                  | 15 | Ammar Hamsan         |     | 57' |
| MF                  | 6  | Ahmed Abdulrab       |     | 64' |
| FW                  | 10 | Ahmed Dhabaan        |     | 87' |
| Huấn luyện viên:    |    |                      |     |     |
| Ján Kocian          |    |                      |     |     |

| Cầu thủ xuất sắc nhất trận: Ashkan Dejagah (Iran) Trợ lý trọng tài: Mihara Jun (Nhật Bản) Yamauchi Hiroshi (Nhật Bản) Trọng tài thứ tư: Palitha Hemathunga (Sri Lanka) Trợ lý trọng tài bổ sung: Kimura Hiroyuki (Nhật Bản) Iida Jumpei (Nhật Bản) |

### Iraq vs Việt Nam
Diễn biến
Sau khoảng thời gian bắt đầu trận đấu với tốc độ chậm, Hussein Ali Al-Saedi mang áo số 16 của Iraq phá vỡ thế bế tắc bởi cú sút ở phút 14. 10 phút sau, Việt Nam vươn lên dẫn trước khi Nguyễn Quang Hải chọc khe cho Nguyễn Công Phượng khiến Ali Faez Atiyah mang áo số 5 lúng túng đá phản lưới nhà. Phút 35, pha khống chế bóng bất cẩn của Đỗ Duy Mạnh đã tạo điều kiện cho Mohanad Ali Kadhim Al-Shammari số 10 của Iraq ghi bàn gỡ hòa. 7 phút sau, Công Phượng lại đưa Việt Nam dẫn trước với tỷ số 2-1 sau cú sút của Nguyễn Trọng Hoàng bị thủ môn Jalal Hassan đẩy ra. Sang hiệp hai, cầu thủ vào sân thay người phút 58 mang áo số 11 Humam Tariq Faraj Naoush đã nhanh chóng ghi bàn gỡ hòa 2-2 sau 2 phút thi đấu sau pha đánh đầu cận thành của số 6 Ali Adnan Kadhim Al-Tameemi. Ali Adnan Kadhim ghi bàn ấn định tỷ số cho Iraq sau pha đá phạt đẳng cấp phút 90.
| Iraq                                 | 3–2      | Việt Nam                                   |
| ------------------------------------ | -------- | ------------------------------------------ |
| - M. Ali 35' - Tariq 60' - Adnan 90' | Chi tiết | - Faez 24' (l.n.) - Nguyễn Công Phượng 42' |

| Iraq | Việt Nam |

| GK                  | 1  | Jalal Hassan (c)  |     |     |
| CB                  | 2  | Ahmad Ibrahim     |     |     |
| CB                  | 3  | Frans Dhia Putros |     | 37' |
| CB                  | 5  | Ali Faez          |     |     |
| RWB                 | 23 | Waleed Salim      |     | 78' |
| LWB                 | 6  | Ali Adnan         |     |     |
| RM                  | 9  | Ahmed Yasin       |     |     |
| CM                  | 7  | Safaa Hadi        |     |     |
| CM                  | 8  | Osama Rashid      | 18' | 58' |
| LM                  | 16 | Hussein Ali       |     |     |
| CF                  | 10 | Mohanad Ali       |     |     |
| Vào sân thay người: |    |                   |     |     |
| MF                  | 13 | Bashar Resan      |     | 37' |
| MF                  | 11 | Humam Tariq       |     | 58' |
| DF                  | 17 | Alaa Ali Mhawi    |     | 78' |
| Huấn luyện viên:    |    |                   |     |     |
| Srečko Katanec      |    |                   |     |     |

| GK                  | 23 | Đặng Văn Lâm          |     |     |
| CB                  | 19 | Nguyễn Quang Hải      |     |     |
| CB                  | 3  | Quế Ngọc Hải (c)      |     |     |
| CB                  | 2  | Đỗ Duy Mạnh           | 48' |     |
| RWB                 | 8  | Nguyễn Trọng Hoàng    | 1'  |     |
| LWB                 | 4  | Bùi Tiến Dũng         |     |     |
| RM                  | 10 | Nguyễn Công Phượng    |     | 63' |
| CM                  | 16 | Đỗ Hùng Dũng          |     |     |
| CM                  | 6  | Lương Xuân Trường     |     | 65' |
| LM                  | 12 | Nguyễn Phong Hồng Duy |     |     |
| CF                  | 20 | Phan Văn Đức          |     | 82' |
| Vào sân thay người: |    |                       |     |     |
| FW                  | 18 | Hà Đức Chinh          |     | 63' |
| MF                  | 7  | Nguyễn Huy Hùng       |     | 65' |
| DF                  | 5  | Đoàn Văn Hậu          |     | 82' |
| Huấn luyện viên:    |    |                       |     |     |
| Park Hang-seo       |    |                       |     |     |

| Cầu thủ xuất sắc nhất trận: Ali Adnan (Iraq) Trợ lý trọng tài: Taleb Al-Marri (Qatar) Saud Al-Maqaleh (Qatar) Trọng tài thứ tư: Abu Bakar Al-Amri (Oman) Trợ lý trọng tài bổ sung: Khamis Al-Marri (Qatar) Khamis Al-Kuwari (Qatar) |

### Việt Nam vs Iran
| Việt Nam | 0–2      | Iran              |
| -------- | -------- | ----------------- |
|          | Chi tiết | - Azmoun 38', 69' |

| Việt Nam | Iran |

| GK                  | 23 | Đặng Văn Lâm       |       |     |
| RB                  | 3  | Quế Ngọc Hải (c)   |       |     |
| CB                  | 2  | Đỗ Duy Mạnh        | 90+1' |     |
| CB                  | 4  | Bùi Tiến Dũng      |       |     |
| LB                  | 5  | Đoàn Văn Hậu       | 46'   |     |
| RM                  | 19 | Nguyễn Quang Hải   |       |     |
| CM                  | 15 | Phạm Đức Huy       |       | 59' |
| CM                  | 8  | Nguyễn Trọng Hoàng |       | 84' |
| CM                  | 16 | Đỗ Hùng Dũng       |       |     |
| LM                  | 20 | Phan Văn Đức       |       | 46' |
| CF                  | 10 | Nguyễn Công Phượng |       |     |
| Vào sân thay người: |    |                    |       |     |
| FW                  | 9  | Nguyễn Văn Toàn    |       | 46' |
| MF                  | 11 | Ngân Văn Đại       |       | 59' |
| FW                  | 22 | Nguyễn Tiến Linh   |       | 84' |
| Huấn luyện viên:    |    |                    |       |     |
| Park Hang-seo       |    |                    |       |     |

| GK                  | 1  | Alireza Beiranvand     |     |     |
| RB                  | 2  | Voria Ghafouri         |     |     |
| CB                  | 8  | Morteza Pouraliganji   |     |     |
| CB                  | 13 | Hossein Kanaanizadegan |     |     |
| LB                  | 3  | Ehsan Hajsafi          | 75' |     |
| DM                  | 9  | Omid Ebrahimi          |     |     |
| RM                  | 14 | Saman Ghoddos          |     |     |
| CM                  | 21 | Ashkan Dejagah (c)     |     |     |
| CM                  | 11 | Vahid Amiri            |     | 64' |
| LM                  | 17 | Mehdi Taremi           | 19' | 64' |
| CF                  | 20 | Sardar Azmoun          |     | 79' |
| Vào sân thay người: |    |                        |     |     |
| MF                  | 6  | Ahmad Nourollahi       |     | 64' |
| MF                  | 16 | Mehdi Torabi           |     | 64' |
| FW                  | 10 | Karim Ansarifard       |     | 79' |
| Huấn luyện viên:    |    |                        |     |     |
| Carlos Queiroz      |    |                        |     |     |

| Cầu thủ xuất sắc nhất trận: Sardar Azmoun (Iran) Trợ lý trọng tài: Ronnie Koh Min Kiat (Singapore) Sergei Grishchenko (Kyrgyzstan) Trọng tài thứ tư: Palitha Hemathunga (Sri Lanka) Trợ lý trọng tài bổ sung: César Arturo Ramos (México) Hettikamkanamge Perera (Sri Lanka) |

### Yemen vs Iraq
| Yemen | 0–3      | Iraq                                   |
| ----- | -------- | -------------------------------------- |
|       | Chi tiết | - M. Ali 11' - Resan 19' - Abbas 90+1' |

| Yemen | Iraq |

| GK                  | 23 | Saoud Al-Sowadi      |     |     |
| RB                  | 21 | Mohammed Ba Rowis    |     |     |
| CB                  | 15 | Ammar Hamsan         |     |     |
| CB                  | 4  | Mudir Al-Radaei      |     |     |
| LB                  | 13 | Ala Addin Mahdi      |     |     |
| RM                  | 12 | Ahmed Al-Haifi       |     | 46' |
| CM                  | 11 | Abdulwasea Al-Matari |     |     |
| CM                  | 17 | Hussein Al-Ghazi     |     | 30' |
| CM                  | 9  | Ala Al-Sasi (c)      |     | 83' |
| LM                  | 7  | Ahmed Al-Sarori      |     |     |
| CF                  | 20 | Emad Mansoor         |     |     |
| Vào sân thay người: |    |                      |     |     |
| MF                  | 8  | Wahid Al Khyat       | 52' | 30' |
| MF                  | 6  | Ahmed Abdulrab       |     | 46' |
| FW                  | 10 | Ahmed Dhabaan        |     | 83' |
| Huấn luyện viên:    |    |                      |     |     |
| Ján Kocian          |    |                      |     |     |

| GK                  | 1  | Jalal Hassan (c) |  |     |
| RB                  | 2  | Ahmad Ibrahim    |  |     |
| CB                  | 6  | Ali Adnan        |  |     |
| CB                  | 17 | Alaa Ali Mhawi   |  |     |
| LB                  | 22 | Rebin Sulaka     |  |     |
| DM                  | 13 | Bashar Resan     |  |     |
| RM                  | 11 | Humam Tariq      |  | 55' |
| CM                  | 7  | Safaa Hadi       |  |     |
| CM                  | 9  | Ahmed Yasin      |  |     |
| LM                  | 16 | Hussein Ali      |  | 88' |
| CF                  | 10 | Mohanad Ali      |  | 71' |
| Vào sân thay người: |    |                  |  |     |
| MF                  | 14 | Amjad Attwan     |  | 55' |
| FW                  | 21 | Alaa Abbas       |  | 71' |
| FW                  | 19 | Mohammed Dawood  |  | 88' |
| Huấn luyện viên:    |    |                  |  |     |
| Srečko Katanec      |    |                  |  |     |

| Cầu thủ xuất sắc nhất trận: Mohanad Ali (Iraq) Trợ lý trọng tài: Huo Weiming (Trung Quốc) Cao Yi (Trung Quốc) Trọng tài thứ tư: Mohamad Zainal Abidin (Malaysia) Trợ lý trọng tài bổ sung: Mã Ninh (Trung Quốc) Lưu Quách Dân (Hồng Kông) |

### Việt Nam vs Yemen
| Việt Nam                                          | 2–0      | Yemen |
| ------------------------------------------------- | -------- | ----- |
| - Nguyễn Quang Hải 38' - Quế Ngọc Hải 64' (ph.đ.) | Chi tiết |       |

| Việt Nam | Yemen |

| GK                  | 23 | Đặng Văn Lâm          |     |     |
| LB                  | 5  | Đoàn Văn Hậu          |     |     |
| RB                  | 4  | Bùi Tiến Dũng         |     |     |
| CB                  | 3  | Quế Ngọc Hải (c)      |     |     |
| LM                  | 12 | Nguyễn Phong Hồng Duy |     |     |
| CM                  | 16 | Đỗ Hùng Dũng          |     |     |
| RM                  | 8  | Nguyễn Trọng Hoàng    |     |     |
| CM                  | 6  | Lương Xuân Trường     |     | 53' |
| RF                  | 19 | Nguyễn Quang Hải      |     |     |
| CF                  | 10 | Nguyễn Công Phượng    | 78' | 82' |
| LF                  | 20 | Phan Văn Đức          |     | 72' |
| Vào sân thay người: |    |                       |     |     |
| FW                  | 22 | Nguyễn Tiến Linh      |     | 53' |
| FW                  | 9  | Nguyễn Văn Toàn       |     | 72' |
| MF                  | 14 | Trần Minh Vương       |     | 82' |
| Huấn luyện viên:    |    |                       |     |     |
| Park Hang-seo       |    |                       |     |     |

| GK                  | 22 | Salem Al-Harsh       |     |     |
| RB                  | 21 | Mohammed Ba Rowis    |     |     |
| CB                  | 13 | Ala Addin Mahdi      | 27' |     |
| CB                  | 15 | Ammar Hamsan         |     | 57' |
| LB                  | 19 | Mohammed Boqshan     |     |     |
| RM                  | 7  | Ahmed Al-Sarori      |     |     |
| CM                  | 4  | Mudir Al-Radaei      |     |     |
| CM                  | 8  | Wahid Al Khyat       | 37' | 76' |
| LM                  | 11 | Abdulwasea Al-Matari |     |     |
| AM                  | 9  | Ala Al-Sasi (c)      |     |     |
| CF                  | 20 | Emad Mansoor         |     | 25' |
| Vào sân thay người: |    |                      |     |     |
| FW                  | 10 | Ahmed Dhabaan        |     | 25' |
| DF                  | 5  | Abdulaziz Al-Gumaei  | 63' | 57' |
| FW                  | 18 | Ahmed Alos           |     | 76' |
| Huấn luyện viên:    |    |                      |     |     |
| Ján Kocian          |    |                      |     |     |

| Cầu thủ xuất sắc nhất trận: Nguyễn Quang Hải (Việt Nam) Trợ lý trọng tài: Abu Bakar Al-Amri (Oman) Rashid Al-Ghaithi (Oman) Trọng tài thứ tư: Yamauchi Hiroshi (Nhật Bản) Trợ lý trọng tài bổ sung: Iida Jumpei (Nhật Bản) Kimura Hiroyuki (Nhật Bản) |

### Iran vs Iraq

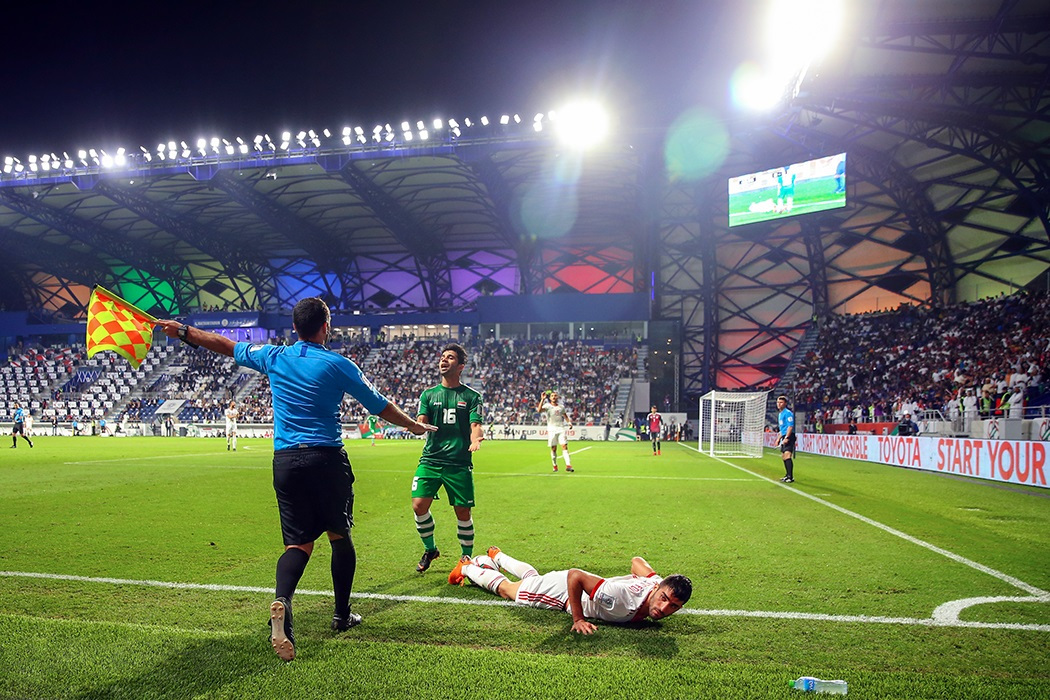
Iran vs. Iraq

| Iran | 0–0      | Iraq |
| ---- | -------- | ---- |
|      | Chi tiết |      |

| Iran | Iraq |

| GK                  | 1  | Alireza Beiranvand     |     |     |
| RB                  | 2  | Voria Ghafouri         |     |     |
| CB                  | 4  | Rouzbeh Cheshmi        |     | 80' |
| CB                  | 5  | Milad Mohammadi        |     |     |
| LB                  | 19 | Majid Hosseini         |     |     |
| CM                  | 11 | Vahid Amiri            | 68' |     |
| CM                  | 13 | Hossein Kanaanizadegan |     |     |
| RW                  | 14 | Saman Ghoddos          | 39' | 75' |
| AM                  | 9  | Omid Ebrahimi (c)      |     |     |
| LW                  | 18 | Alireza Jahanbakhsh    |     | 63' |
| CF                  | 20 | Sardar Azmoun          |     |     |
| Vào sân thay người: |    |                        |     |     |
| MF                  | 17 | Mehdi Taremi           |     | 63' |
| MF                  | 16 | Mehdi Torabi           |     | 75' |
| MF                  | 21 | Ashkan Dejagah         |     | 80' |
| Huấn luyện viên:    |    |                        |     |     |
| Carlos Queiroz      |    |                        |     |     |

| GK                  | 1  | Jalal Hassan (c) |     |     |
| RB                  | 2  | Ahmad Ibrahim    | 78' |     |
| CB                  | 5  | Ali Faez         |     |     |
| CB                  | 6  | Ali Adnan        | 82' |     |
| LB                  | 17 | Alaa Ali Mhawi   |     |     |
| CM                  | 7  | Safaa Hadi       |     |     |
| CM                  | 14 | Amjad Attwan     | 34' |     |
| CM                  | 16 | Hussein Ali      |     | 77' |
| RW                  | 9  | Ahmed Yasin      |     | 46' |
| LW                  | 11 | Humam Tariq      |     |     |
| CF                  | 10 | Mohanad Ali      |     | 71' |
| Vào sân thay người: |    |                  |     |     |
| MF                  | 13 | Bashar Resan     |     | 46' |
| FW                  | 21 | Alaa Abbas       |     | 71' |
| FW                  | 19 | Mohammed Dawood  |     | 77' |
| Huấn luyện viên:    |    |                  |     |     |
| Srečko Katanec      |    |                  |     |     |

| Cầu thủ xuất sắc nhất trận: Alireza Beiranvand (Iran) Trợ lý trọng tài: Abdukhamidullo Rasulov (Uzbekistan) Jakhongir Saidov (Uzbekistan) Trọng tài thứ tư: Sergei Grishchenko (Kyrgyzstan) Trợ lý trọng tài bổ sung: Valentin Kovalenko (Uzbekistan) Ilgiz Tantashev (Uzbekistan) |

## Kỷ luật
Điểm đội đoạt giải phong cách sẽ được sử dụng làm các tiêu chí nếu các kỷ lục đối đầu và tổng thể của các đội tuyển vẫn hòa (và nếu loạt sút luân lưu không được áp dụng như một tiêu chí). Chúng được tính dựa trên các thẻ vàng và thẻ đỏ nhận được trong tất cả các trận đấu bảng như sau:
- thẻ vàng = 1 điểm
- thẻ đỏ với tư cách một kết quả của hai thẻ vàng = 3 điểm
- thẻ đỏ trực tiếp = 3 điểm
- thẻ vàng tiếp theo sau thẻ đỏ trực tiếp = 4 điểm

Chỉ một trong những khoản khấu trừ trên sẽ được áp dụng cho một cầu thủ trong một trận đấu duy nhất.
| Đội tuyển | Trận 1   | Trận 1                                    | Trận 1 | Trận 1            | Trận 2   | Trận 2                                    | Trận 2 | Trận 2            | Trận 3   | Trận 3                                    | Trận 3 | Trận 3            | Điểm |
| Đội tuyển | Thẻ vàng | Thẻ vàng · Thẻ vàng-đỏ (thẻ đỏ gián tiếp) | Thẻ đỏ | Thẻ vàng · Thẻ đỏ | Thẻ vàng | Thẻ vàng · Thẻ vàng-đỏ (thẻ đỏ gián tiếp) | Thẻ đỏ | Thẻ vàng · Thẻ đỏ | Thẻ vàng | Thẻ vàng · Thẻ vàng-đỏ (thẻ đỏ gián tiếp) | Thẻ đỏ | Thẻ vàng · Thẻ đỏ | Điểm |
| --------- | -------- | ----------------------------------------- | ------ | ----------------- | -------- | ----------------------------------------- | ------ | ----------------- | -------- | ----------------------------------------- | ------ | ----------------- | ---- |
| Iraq      | 1        |                                           |        |                   |          |                                           |        |                   | 3        |                                           |        |                   | −4   |
| Iran      | 1        |                                           |        |                   | 2        |                                           |        |                   | 2        |                                           |        |                   | −5   |
| Việt Nam  | 2        |                                           |        |                   | 2        |                                           |        |                   | 1        |                                           |        |                   | −5   |
| Yemen     | 4        |                                           |        |                   | 1        |                                           |        |                   | 3        |                                           |        |                   | −8   |